# Konstantin V. Kopronymos
Konstantin V. Kopronymos („Pokálený“), (718 – 14. září 775) byl byzantským císařem v letech 741 až 775. Jeho krajně hanlivé přízvisko mu bylo dáno jeho protivníky a mělo připomínat (údajnou) potupnou událost z jeho života – ve skutečnosti však bylo výrazem nenávisti k jednomu z hlavních představitelů ikonoklasmu. Konstantin V. byl synem a nástupcem císaře Leona III.
Když Konstantin v roce 742 na počátku své vlády táhl s armádou proti Arabům, byl napaden svým švagrem Artabasdem. Artabasdas následně nechal vyhlásit, že Konstantin padl v boji. Sám nastoupil na trůn v Konstantinopoli a dal zrušit edikty, které zakazovaly uctívání obrazů. Sesazenému císaři se však podařilo uprchnout do města Amorionu, kde shromáždil vojska z anatolských themat (vojenských distriktů říše) a s jejich pomocí porazil Artabasda a oblehl Konstantinopol. V roce 743 bylo hlavní město znovu dobyto a Artabasdas byl i se svými syny oslepen. Vděčný císař pak povolil svým vojskům drancovat několik dní Konstantinopol, čímž si však jeho obyvatele nadosmrti znepřátelil.
Thema Opsikion, které podporovalo Artabasda, nechal rozdělit a vytvořil tak v Malé Asii nové thema Bukellarion. Poté, co byla reorganizována themata vytvořil novou vojenskou strukturu, tzv. tagmata (žoldnéři tvořená garda), která měla za cíl zabránit spiknutím. S reorganizovanou armádou dobyl v roce 751 zpět část Sýrie, zatímco v kalifátu probíhala občanská válka mezi Umajjovci a Abbásovci. V roce 763 zvítězil také nad Bulhary v bitvě u Anchialu.
Konstantin ještě více než jeho otec Leon III. prosazoval zákaz uctívání obrazů, přičemž nechal krutě pronásledovat aktivní ikonoduly a mnichy, ačkoliv historické prameny v tomto směru zřejmě přehánějí. V roce 754 svolal koncil do města Hieria (který je také nazýván „bezhlavý“, neboť se ho nezúčastnil ani papež ani konstantinopolský patriarcha). Přítomni byli pouze ikonoklastičtí biskupové a kněží a jednalo se tak o jeden z nejmenších koncilů, během kterého bylo prohlášeno uctívání obrazů za herezi. Což byl sice krok, který vyřešil problém paulikiánů, avšak větší částí ostatního obyvatelstva zvláště v evropských částech říše nebyl nijak zvlášť vítán. V roce 766 nechal zlynčovat jistého ikonodulského poustevníka jménem Stefanos. Kromě toho nechal označit za heretické a zakázat také relikvie a modlitby ke svatým.
Do období jeho vlády spadá obrat papeže k Frankům – asi ale méně z důvodu císařovy církevní politiky, jako spíše kvůli neschopnosti Byzance udržovat na západě ještě jakoukoli účinnou vojenskou přítomnost po pádu Ravenny do rukou Langobardů v roce 751.
Konstantin zemřel během jednoho z tažení proti Bulharům, což ikonodulové vykládali jako boží potrestání. Začali pak také rozšiřovat fámu o jeho křtu a rovněž používat přízvisko „Kopronymos“. V devátém století byly Konstantinovy pozůstatky vyzvednuty z hrobu a vhozeny do moře.